# Абрикотин

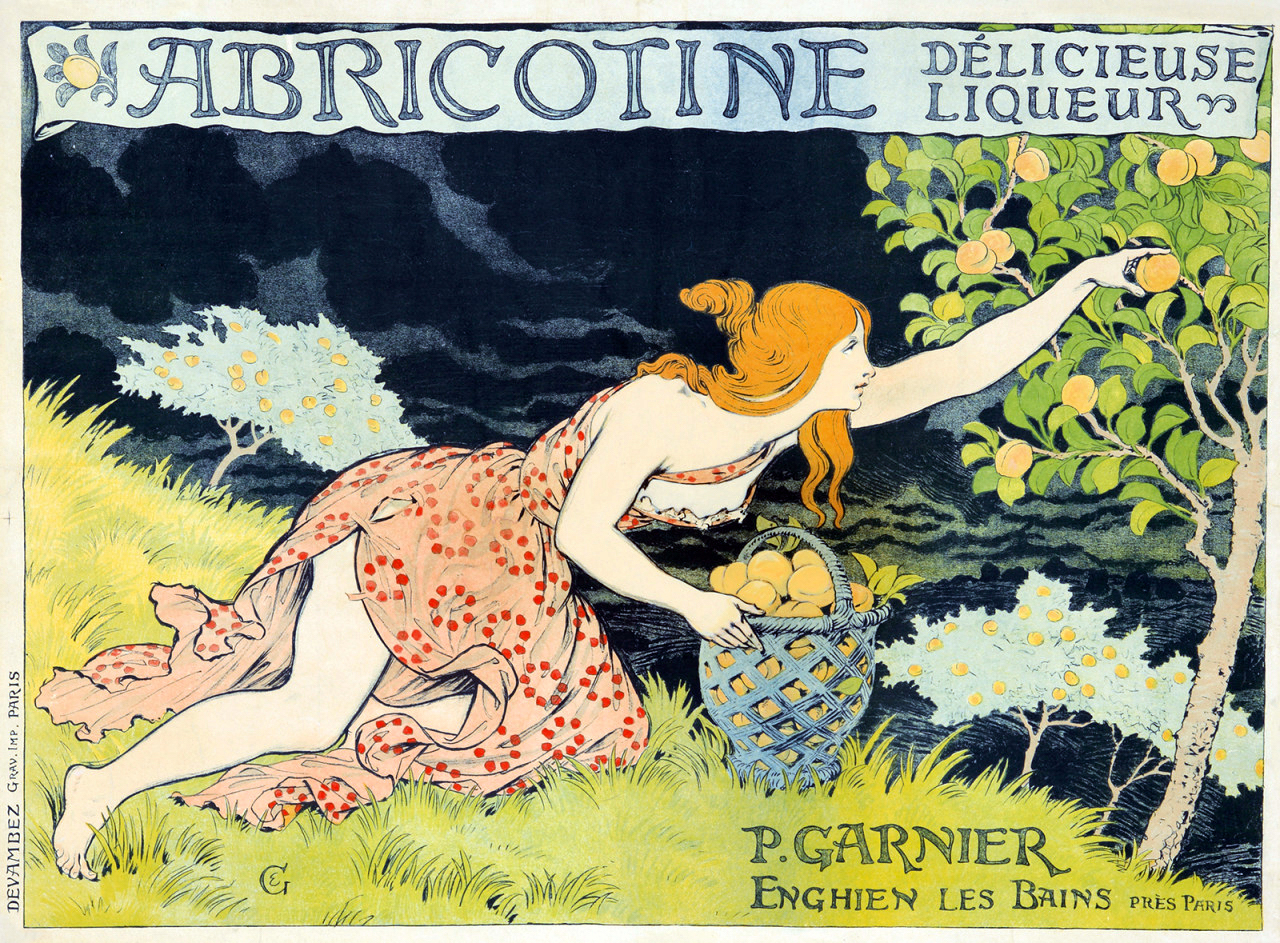

Абрикоти́н (фр. abricotine, від abricot) — абрикосовий (морелевий) лікер на натуральній (фруктовій або кісточковій) основі, який найчастіше застосовують в кондитерській промисловості, а також при виготовленні солодких страв (киселів, компотів, шарлоток, желе тощо) як ароматизатор; може бути солодшим чи гіркішим залежно від кількості кісточок. Таку ж назву має торт, який готують з використанням цього лікеру.
Абрикотином називають також синтетичну лікерну есенцію (альдегід), який застосовують як замінник натурального абрикотину у виробництві карамелі та фруктових вод.
У Європейському союзі це бренді, який отримують перегонкою, назва якого пов'язана з регіоном походження.
Видання «Готуємо з дикоросів» називає солодку абрикосову наливку, яку виготовляли в СРСР аналогом французького лікеру.

## Приготування солодкого лікеру
Промиті та очищені від кісточок абрикоси треба блендувати до утворення однорідної кашки. Воду закип'ятити в каструлі, додати цукор і варити до його повного розчинення, знімаючи пінку. З невеликої (чверть і менше) кількості абрикосових кісточок витягти ядерця й подрібнити їх. Товчені ядерця разом з абрикосовою кашкою ввести в каструлю з сиропом і проварити на невеликому вогні близько 10 хвилин. Після цього суміш треба остудити, розбавити горілкою, ретельно перемішати, перелити в скляну тару та поставити у темне тепле місце для настоювання. Воно триває близько місяця, протягом якого лікер треба збовтувати один раз на кілька днів. Після закінчення вистоювання лікер фільтрують через марлю або ватний фільтр і ставлять приблизно на 1—2 тижні в холодильник. Після цього продукт готовий до вживання.

### Інгредієнти
Абрикоси — 0,5 кг, горілка — 3 л, вода — 2 л, цукор — 3 кг.